# East Hampton, New York
East Hampton är en kommun (town) i Suffolk County på Long Island i delstaten New York. Vid 2010 års folkräkning hade East Hampton 21 457 invånare. East Hampton är en av två kommuner som The Hamptons består av. Den andra är Southampton och flera tätorter ingår i båda kommunerna.

## Kända personer från East Hampton
- Julia Gardiner Tyler, USA:s första dam